# Polarsaltgräs
Polarsaltgräs (Puccinellia angustata) är en gräsart som först beskrevs av Robert Brown, och fick sitt nu gällande namn av Edward Lothrop Rand och John Howard Redfield. Enligt Catalogue of Life ingår Polarsaltgräs i släktet saltgrässläktet och familjen gräs, men enligt Dyntaxa är tillhörigheten istället släktet saltgrässläktet och familjen gräs. Arten har ej påträffats i Sverige. Inga underarter finns listade i Catalogue of Life.